# Arsenura columbiana
Arsenura columbiana är en fjärilsart som beskrevs av Rothschild 1907. Arsenura columbiana ingår i släktet Arsenura och familjen påfågelsspinnare. Inga underarter finns listade i Catalogue of Life.